# Idlewild (film)
Idlewild è un film del 2006 diretto da Bryan Barber. Il film vede come protagonisti André 3000 e Big Boi del duo hip hop OutKast, ed include numerosi numeri musicali scritti, prodotti e principalmente interpretati dagli OutKast. Nonostante lo stile musicale di Idlewild sia l'hip hop e il funk la storia è ambientata nel 1935, durante la grande depressione nell'immaginaria cittadina di Idlewind nella Georgia.